# Prix français de la bibliographie et de l'histoire du livre
 (avril 2018).
Si vous disposez d'ouvrages ou d'articles de référence ou si vous connaissez des sites web de qualité traitant du thème abordé ici, merci de compléter l'article en donnant les références utiles à sa vérifiabilité et en les liant à la section « Notes et références ».
Le Prix français de la bibliographie et de l'histoire du livre est un prix littéraire récompensant l'auteur d'un travail jugé remarquable dans le domaine de la bibliographie et de l'histoire du livre. 
Il est décerné au printemps par le Syndicat national de la Librairie ancienne et moderne à l'occasion du Salon international du livre rare qui se tient au Grand-Palais.   

## Histoire
Créé en 1998 sous le nom de Prix de bibliographie, il visait initialement à récompenser chaque année des travaux spécifiquement bibliographiques. Progressivement, sa portée s'est élargie à l'histoire générale du livre et il vient saluer « un travail de qualité concernant les livres anciens et modernes, la littérature, l'édition, l'illustration d'ouvrages, la reliure, l'histoire du livre, les bibliothèques ou la bibliophilie ».  
En 2018, le prix, réintitulé Prix français de la bibliographie et de l'histoire du livre, devient bisannuel. 

## Jury
Le jury est composé à parité d'un collège de libraires spécialiste du commerce du livre ancien et d'experts issus d'autres horizons (bibliophiles, bibliothécaires, universitaires, anciens lauréats). 

## Lauréats du premier prix
- 2022 : Yann Sordet, Histoire du livre et de l'édition, Paris, Albin Michel, 2021[5].
- 2020 : Guillaume Berthon, Bibliographie critique des éditions de Clément Marot (ca. 1521-1550), Genève, Droz, 2019[6].
- 2018 : Rémi Jimenes, Charlotte Guillard, une femme imprimeur à la Renaissance, Tours, Presses universitaires François-Rabelais, 2017[7],[8].
- 2017 : David Smith, Bibliographie des œuvres de Mme de Graffigny, 1745-1855, Ferney Voltaire, Centre international d'étude du XVIIIe siècle, 2016[9].
- 2016 : Jean Balsamo, Le livre italien à Paris au XVIe siècle, Genève, Droz, 2015.
- 2015 : Jean-Marc Dechaud, Bibliographie critique des ouvrages et traductions de Gabriel Chappuys, Genève, Droz, 2014.
- 2014 : Éric Bertin, Chronologie des livres de Victor Hugo imprimés en France entre 1819 et 1851, Tours, librairie Jérôme Doucet, 2013.
- 2013 : Dominique Coq, Catalogues régionaux des incunables des Bibliothèques publiques de France, vol. XVIII, Genève, Droz, 2013 [10].
- 2012 : Martine Delaveau et Yann Sordet, L'imitation de Jésus-Christ, 1470-1800, Paris, BnF, 2011[11].
- 2011 : Henri Vignes, Bibliographie des Éditions de Minuit, Paris, Éditions des cendres, 2010.
- 2010 : Paul Aron et Jacques Espagnon, Répertoire des pastiches et parodies littéraires des XIXe et XXe siècles, Paris, PUPS, 2009[12].
- 2009 : Jacques Desse et Alban Cerisier, De la jeunesse chez Gallimard, 90 ans de livres pour enfants, Paris, Gallimard, 2008.
- 2008 : Hélène Morlier, Les Guides-Joanne. Genèse des Guides-Bleus. Itinéraire bibliographique, historique et descriptif de la collection de guide de voyages (1840-0920), Paris, Les Sentiers débattus, 2007.
- 2007 : Claire Lesage, Ève Netchine et Véronique Sarrazin (éd.), Catalogues de Libraires 1473-1810, Paris, Bibliothèque Nationale de France, 2006.
- 2006 : Marianne et Emmanuel Lhermitte, Recueil bibliographique des principales éditions originales de la littérature française, Paris, Librairie Lhermitte, 2005.
- 2005 : Philippe de Meulenaere, Bibliographie analytique des témoignages oculaires imprimés de la campagne de Waterloo en 1815, Paris, Éditions Historiques Teissèdre, 2004.
- 2004 : Martine Delaveau et Denise Hillard (dir.), Bibles imprimées du XVe au XVIIIe siècle conservées à Paris, Paris, Bibliothèque Nationale, 2003.
- 2003 : Jean Boutier, avec la collaboration de Jean-Yves Sarazin et de Sibille Marine, Les plans de Paris, des origines (1493) à la fin du XVIIIe siècle. Étude, carto-bibliographie et catalogue collectif, Paris, Bibliothèque nationale de France, 2002.
- 2002 : Jean-Pierre Dutel, Bibliographie des ouvrages érotiques publiés clandestinement en Français entre 1880 et 1920, Paris, chez l’auteur, 2001.
- 2001 : Jean-François Gilmont, Rodolphe Peter, avec la collaboration de Christian Krieger, Bibliotheca Calviniana. Les œuvres de Jean Calvin publiées au XVIe siècle. Tome III. Écrits théologiques, littéraires et juridiques (1565 - 1600), Genève, Droz, 2000.
- 2000 : Jean Sgard (dir.), Dictionnaire des journalistes. 1600-1789, Oxford, Voltaire foundation, 1999 (ouvrage collectif écrit avec Michel Gilot et Françoise Weil).
- 1999 : André Jammes, Les Didot. Trois siècles de typographie et de bibliophilie 1698-1998, Paris, Agence culturelle de Paris, 1998.
- 1998 : Nicolas Petit, L’éphémère, l'occasionnel et le non livre à la Bibliothèque Sainte-Geneviève (XVe – XVIIIe siècles), Paris, Klincksieck, 1997.

## Lauréats du prix d'honneur (ou prix spécial du jury)
- 2022 : Anne Boyer, Les d’Houry : une dynastie de librairies-imprimeurs parisiens, éditeurs de l’Almanach royal et d’ouvrages médicaux (1649-1790), Genève, Droz, 2021[13]
- 2020 : Linda Gil, L’Édition Kehl de Voltaire : une aventure éditoriale et littéraire au tournant des Lumières, Paris, Champion, 2018[6].
- 2018 : Vérène de Diesbach-Soultrait, Six siècles de littérature française. XVIe siècle. Bibliothèque Jean Bonna, Genève, Droz, 2017.
- 2017 : Jean-Marc Chatelain (sous la direction de), avec les contributions de Dominique Descotes, Rémi Mathis, Philippe Sellier et Laurent Susini, Pascal, le cœur et la raison, Paris, Bibliothèque nationale de France, 2016.